# 掛甩
挂甩是指傳統中式婚禮中，大富人家的除了像寻常人家结婚时雇有戏班于婚宴中表演外，还另外加钱让戏班在迎亲队伍中，一边向女方家行进一边一路表演。除了戏班外，也有雇琴女、歌姬和其他歌舞表演者的。
此外，旧时中国民间婚礼十分注重吉时良辰，有些人家甚至要求须在特定的吉时良辰拜堂，如时候未到但已迎回新娘，便须等候拜堂吉时良辰。此时戏班就开始表演，以娱来宾，直至新人开始行拜堂礼。
中国古代原来禁止在婚礼上奏乐，原因是阴阳学说和乐曲有关：音乐是动的，属阳，因而和属阴的新娘相冲。但是实际上是人们却接受这个原则的反面： 音乐和歌声在营造喜庆气氛时起了主导作用，反映了婚礼之隆重；此外，音乐还有助于区分仪式的不同阶段。除了前述用途之外，音乐也用于展示天人合一：用祭祀天地时所用的锣鼓、唢呐、笙箫均以响声明亮为主，婚礼上用以表达人的声音，让天听到，也乃显示对天的尊重。同时，婚礼是纯洁神圣的，迎娶时在祭天所用的锣鼓所发出的巨大声响中，寓意人的灵魂和祭天时一样受到净化。宋哲宗大婚时，数位官员进谏皇太后勿用乐队，但是皇太后反对：“寻常人家娶个新妇，尚点几个乐人”，遂下令为婚礼作曲。至此，迎娶队伍中雇用戏班、琴师、舞姬、歌妓和其他歌舞表演者正式被历代朝廷认可，广为民间接受流传。
由于雇用琴女、歌妓、舞姬或戏班在迎娶时表演需要多加倍给钱，挂甩只限于大富大贵的豪门人家。一般能雇得起戏班或其他表演者的人家也只是在婚宴上表演，并不于迎娶路上表演。但不管贫富贵贱，新郎家都须雇用鼓乐手于迎娶时吹奏以示喜庆。

## 樂曲
掛甩的吹奏曲牌自明以降各地大都一样：迎亲出行时，迎亲路上鼓乐吹奏《将军令》曲牌，迎娶回来娶亲路上吹奏《得胜回营》曲牌。《将军令》与《得胜回营》本是唢呐套曲曲牌，叫做《将军得胜令》，是一支完整的庆贺胜利的吹打乐曲。此曲源于明朝嘉靖年间，戚继光率戚家军打败了侵犯沿海的倭寇，江浙百姓以演奏《将军得胜令》来欢迎凯旋归来的将士们。乐曲呈现热闹非凡的景象，号角齐鸣，鼓乐宣天，表现了人们对胜利的无限喜悦和将士们高昂的斗志。这正是人们将它运用到婚礼中来表现喜悦和欢庆场面的原因。该曲分为两个部分，即《将军令》和《得胜回营》，分别代表了迎亲出行时人们志在必得和迎娶回来后的喜悦情怀。